# Paola Secco
Paola Secco (d'Aragona) (XV secolo – XV secolo) è stata una nobile italiana.

## Biografia
Era figlia del condottiero Francesco Secco d'Aragona, conte e signore di Calcio e di Caterina Gonzaga, figlia naturale di Ludovico III Gonzaga, secondo marchese di Mantova.
Con l'intento di assicurare la successione al trono della piccola contea di Montechiarugolo, sposò il conte Marsilio Torelli, figlio secondogenito di Cristoforo, conte di Guastalla e Montechiarugolo, e della nobile Taddea Pio.
Alla morte del marito Marsilio nel 1489, i figli ancora minorenni, ricaddero sotto la tutela della madre, aiutata in questo compito da Jacopo Sanvitale, amministratore effettivo del feudo.

## Discendenza
Marsilio e Paola ebbero quattro figli:
- Cristoforo (?-1543), conte di Montechiarugolo;
- Francesco (?-1518), conte di Montecharugolo
- Orsina;
- Barbara (1475-1533), moglie del condottiero Ercole Bentivoglio.

## Ascendenza
|                                           |                                            |                                         | Genitori                                  |  |  | Nonni |  |  | Bisnonni    |  |  | Trisnonni     |  |
|                                           |                                            |                                         |                                           |  |  |       |  |  | Marco Secco |  |  | Giacomo Secco |  |
|                                           |                                            |                                         |                                           |  |  |       |  |  | Marco Secco |  |  | Giacomo Secco |  |
|                                           |                                            | …                                       |                                           |  |  |       |  |  | Marco Secco |  |  |               |  |
| Giacomo, conte di Calcio                  |                                            |                                         |                                           |  |  |       |  |  | Marco Secco |  |  |               |  |
|                                           |                                            | Lantelmina da Vistarino                 | …                                         |  |  |       |  |  |             |  |  |               |  |
|                                           |                                            | Lantelmina da Vistarino                 | …                                         |  |  |       |  |  |             |  |  |               |  |
|                                           |                                            | Lantelmina da Vistarino                 | …                                         |  |  |       |  |  |             |  |  |               |  |
| Francesco Secco, conte di Calcio          |                                            | Lantelmina da Vistarino                 |                                           |  |  |       |  |  |             |  |  |               |  |
|                                           |                                            | …                                       | …                                         |  |  |       |  |  |             |  |  |               |  |
|                                           |                                            | …                                       | …                                         |  |  |       |  |  |             |  |  |               |  |
|                                           |                                            | …                                       | …                                         |  |  |       |  |  |             |  |  |               |  |
| Luchina del Cerro, contessa di Cervia     |                                            | …                                       |                                           |  |  |       |  |  |             |  |  |               |  |
|                                           |                                            | …                                       | …                                         |  |  |       |  |  |             |  |  |               |  |
|                                           |                                            | …                                       | …                                         |  |  |       |  |  |             |  |  |               |  |
|                                           |                                            | …                                       | …                                         |  |  |       |  |  |             |  |  |               |  |
| Paola Secco                               |                                            | …                                       |                                           |  |  |       |  |  |             |  |  |               |  |
|                                           | Gianfrancesco Gonzaga, marchese di Mantova | Francesco I Gonzaga, signore di Mantova |                                           |  |  |       |  |  |             |  |  |               |  |
|                                           | Gianfrancesco Gonzaga, marchese di Mantova | Francesco I Gonzaga, signore di Mantova |                                           |  |  |       |  |  |             |  |  |               |  |
|                                           | Gianfrancesco Gonzaga, marchese di Mantova | Margherita Malatesta                    |                                           |  |  |       |  |  |             |  |  |               |  |
| Ludovico III Gonzaga, marchese di Mantova | Gianfrancesco Gonzaga, marchese di Mantova |                                         |                                           |  |  |       |  |  |             |  |  |               |  |
|                                           |                                            | Paola Malatesta                         | Malatesta IV Malatesta, signore di Pesaro |  |  |       |  |  |             |  |  |               |  |
|                                           |                                            | Paola Malatesta                         | Malatesta IV Malatesta, signore di Pesaro |  |  |       |  |  |             |  |  |               |  |
|                                           |                                            | Paola Malatesta                         | Elisabetta da Varano                      |  |  |       |  |  |             |  |  |               |  |
| Caterina Gonzaga                          |                                            | Paola Malatesta                         |                                           |  |  |       |  |  |             |  |  |               |  |
|                                           |                                            | …                                       | …                                         |  |  |       |  |  |             |  |  |               |  |
|                                           |                                            | …                                       | …                                         |  |  |       |  |  |             |  |  |               |  |
|                                           |                                            | …                                       | …                                         |  |  |       |  |  |             |  |  |               |  |
| …                                         |                                            | …                                       |                                           |  |  |       |  |  |             |  |  |               |  |
|                                           |                                            | …                                       | …                                         |  |  |       |  |  |             |  |  |               |  |
|                                           |                                            | …                                       | …                                         |  |  |       |  |  |             |  |  |               |  |
|                                           |                                            | …                                       | …                                         |  |  |       |  |  |             |  |  |               |  |
|                                           |                                            | …                                       |                                           |  |  |       |  |  |             |  |  |               |  |